# Hrabstwo Wicomico

Piramida wieku hrabstwa

Hrabstwo Wicomico (ang. Wicomico County) to hrabstwo w amerykańskim stanie Maryland. Hrabstwo zajmuje powierzchnię całkowitą 1 035,45 km² i według szacunków US Census Bureau w roku 2006 miało 91 987 mieszkańców. Siedzibą hrabstwa jest miasto Salisbury.

## Historia
Hrabstwo Wicomico zostało utworzone w roku 1867 z części hrabstw Somerset i Worcester. Nazwa hrabstwa pochodzi od nazwy rzeki Wicomico, która powstała ze zlepka dwóch indiańskich słów wicko i mekee. Słowa te oznaczają miejsce gdzie są zbudowane domy, odnosząc się prawdopodobnie do osady indiańskiej na brzegach rzeki.

## Geografia
Całkowita powierzchnia hrabstwa Wicomico wynosi 1 035,45 km², z czego 976,87 km² stanowi powierzchnia lądowa, a 58,59 km² (5,7%) powierzchnia wodna. Najwyższy punkt w hrabstwie ma wysokość 22 m n.p.m., zaś najniższy punkt znajduje się na poziomie morza u brzegów zatoki Chesapeake.

### Miasta
- Delmar
- Fruitland
- Hebron
- Mardela Springs
- Pittsville
- Salisbury
- Sharptown
- Willards

### CDP
- Allen
- Bivalve
- Jesterville
- Nanticoke
- Nanticoke Acres
- Powellville
- Parsonsburg
- Quantico
- Tyaskin
- Waterview
- Whitehaven

## Demografia
Według szacunków US Census Bureau w roku 2006 hrabstwo Wicomico liczyło 91 987 mieszkańców.